# 779年
| 千纪： | 1千纪                                                                                           |
| 世纪： | 7世纪 \| 8世纪 \| 9世纪                                                                         |
| 年代： | 740年代 \| 750年代 \| 760年代 \| 770年代 \| 780年代 \| 790年代 \| 800年代                       |
| 年份： | 774年 \| 775年 \| 776年 \| 777年 \| 778年 \| 779年 \| 780年 \| 781年 \| 782年 \| 783年 \| 784年 |
| 纪年： | 己未年（羊年）；唐大曆十四年；南诏长寿十一年；日本寶龜十年；渤海国大興四十二年                  |

## 大事记

### 亚洲
- 6月12日——唐德宗继承其父唐代宗的皇位，成为唐朝皇帝。
- 田承嗣死，其侄田悅承襲魏博節度使。
- 3月——新罗发生了里氏约6.7至7.0级的地震，慶州市最大震级达IX。超过100人在地震中死亡。
- 南詔國王閣羅鳳去世，異牟尋即位。當年十月，異牟尋聯合吐蕃合兵十萬，進攻唐朝蜀地，被唐朝大將李晟、曲環擊敗，損失慘重。異牟尋遷都陽苴咩城。

## 出生
- 贾岛--唐朝诗人。
- 元稹--唐朝诗人。

## 逝世
- 唐代宗，唐肅宗李亨的嫡長子，唐朝第11代皇帝。
- 田承嗣
- 白孝德
- 阁罗凤，南詔第二代國王。
- 陳酆
- 韩会
- 黎干